# Modified Poison
A Modified Poison album Eric Forrest énekes/basszusgitáros E-Force nevű thrash metal együttesének 2008-ban megjelent második nagylemeze. A debütáló album megjelenése után Forrest Franciaországba költözött és ott új zenészekkel frissítette a felállást, köztük a mindössze 19 éves Cyril Bernhard gitárossal.
A Voivod néhai gitárosa Denis "Piggy" D'Amour emlékére a lemezre felkerült a Voivod 2001-es demójáról a korábban kiadatlan "Victory" című dal.

## Zenekar
- Eric Forrest – ének, basszusgitár
- Cyril Bernhard – gitár
- Boris Lougan – dobok

## Dalok
1. Deviation – 6:03
2. Modified Poison – 4:50
3. Lobotomized – 3:53
4. Agent 99 – 5:28
5. Malpractice – 4:29
6. Revolution Riot Act – 5:19
7. La Vie Cest Precieux – 0:37
8. Disillutioned – 6:01
9. Exterminator – 5:00
10. Perfexionist – 4:30
11. Wired – 3:02
12. Victory (Voivod feldolgozás) – 4:32
13. Reborn Again (Japán bónusz)